# Bungee (Sprache)
Bungee, auch Bungi(e) oder Bungay genannt, aber auch Red River Dialect, ist/war eine von kanadischen Métis in der Provinz Manitoba gebrauchte Sprache. Im Gegensatz zu den Métis mit französischen Vorfahren, die Michif entwickelten, stammten die Sprecher des Bungee von schottischen Einwanderern und Cree-Indianern ab. Die Sprache entwickelte sich aus einem englisch-basierten Pidgin, das ursprünglich Pelz- und Fellhändler sprachen. Lange Zeit war die Cree-Sprache auch unter Siedlern die Lingua franca Manitobas, wurde aber im 19. Jh. von den Sprachen der Europäer durchdrungen. Bungee ist folglich eine Mischsprache basierend auf dem Englischen, mit starken Abfärbungen der Cree-Dialekte. Da auch die Demografie der Siedler inhomogen war, drang umfangreich Wortschatz aus dem Schottisch-Gälischen und dem Scots ins Bungee vor.
Die Sprache war eine rein funktionale Kommunikationsoption unter den Bewohnern am Red River of the North. Nachdem die koloniale Lebensweise nach etwa 1900 erloschen war, trat auch der Grad der Kreolisierung allmählich zurück. Heute sind zwar immer noch typische Bungee-Sprachmuster und die ursprüngliche Artikulation und Idiomatik vielerorts geläufig, dennoch hat sich die Sprache dem Kanadischen Englisch so stark angeglichen, dass man von einem Mesolekt sprechen muss. Dennoch existieren noch wenige tausend, vorwiegend ältere Sprecher, deren Englisch immer noch einen hohen Anteil an Kreolismen zeigt.
Die Métis mit britischen Vorfahren wurden als Countryborn bezeichnet und sie waren, im Gegensatz zu den frankophonen Métis, nicht katholisch, sondern anglikanisch oder presbyterianisch. Der erste Premierminister von Manitoba, John Norquay (1841 bis 1889, im Amt 1878 bis 1887) war ein Anglo-Métis.
Die Herleitung des Namens der Sprache ist umstritten. Entweder leitet sich „Bungee“ von dem Anishinabewort „bangii“ ab, oder aber vom Cree-Wort „pahkl“, was „ein wenig“ bedeutet.